# Gette (ruisseau)
Pour les articles homonymes, voir Gette.
 (octobre 2009).
Si vous disposez d'ouvrages ou d'articles de référence ou si vous connaissez des sites web de qualité traitant du thème abordé ici, merci de compléter l'article en donnant les références utiles à sa vérifiabilité et en les liant à la section « Notes et références ».
La Gette est un ruisseau de Belgique coulant en province de Namur. Il est un affluent de l'Orneau et un sous-affluent de la Meuse.

## Géographie
Il prend sa source dans le Bois de Grand-Leez et se jette dans l'Orneau peu avant le village de Sauvenière, sur la commune belge de Gembloux.